# Стад дьо Реймс
„Стад дьо Реймс“ (на френски: Stade de Reims, дословно: „Стадион на Реймс“) е футболен клуб от град Реймс, Франция. Тимът се състезава във 2-ра лига на страната.
Най-големите успехи на клуба са постигнати през 1950-те и 1960-те години, през които Реймс печели 6 титли и 2 купи на Франция и 2 пъти достига до финала в турнира за Купата на европейските шампиони, които губи от Реал Мадрид.

## История
В първите години след създаването си клубът се състезава в регионалната лига District de la Marne на Първа дивизия (4-та лига по онова време, сега 7-ото ниво на френския футбол). Там играе 6 сезона до 1928 г., когато печели промоция за 3-та дивизия – Североизток. В тази лига играе до 1935 г., когато печели титлата в нея и се изкачва във 2-ра дивизия.
Дебютът в 1-ва дивизия е през сезон 1945 – 46, през който Реймс се класира на 4-то място. Там започва „златната ера“ в историята на тима. Отборът е неизменно сред челниците в шампионата и в периода 1946 – 1964 г. печели всичките си 6 титли на Франция, 3 пъти е вицешампион, 2 пъти печели купата на страната (през 1950 с 2:0 срещу Расинг Париж и през 1958 с 3:1 срещу Ним Олимпик), 2 пъти е финалист в Купата на европейските шампиони, печели и Латинската купа (3:0 на финала срещу Милан). Треньор на тима е Албер Бато, който е начело между 1950 и 1963 г. С неговото напускане се слага и края на този велик отбор, в който блестят играчи като Раймон Копа, Жуст Фонтен, Роже Пиантони, Мишел Идалго, Жан Венсан и много други.
След тези години на успехи идват и такива на лутане между Първа и Втора лига. Първото изпадане от елита е през 1964 г. На отбора са нужни 2 сезона, за да се завърне сред най-добрите, но последва ново изпадане през 1967 г. Последният период, в който Реймс участва в елитната френска лига, е 1970/71 - 1978/79. През него отборът няма значими постижения. Най-доброто класиране в шампионата е 5. място през 1975/76, а в турнира за Купата на Франция играе финал през 1977 г., който е загубен от Сент Етиен с 1:2. След изпадането от елита през 1979 г. следва дълъг период, в който отборът играе във Втора дивизия, но вследствие на непостоянните изяви се стига до срамно изпадане до шеста дивизия през 1992 г. Реймс играе 2 сезона там, след което успява да се измъкне от посредствеността и с бърз ход се изкачва до Втора лига през 2002 г., откъдето изпада моментално, за да се завърне на следващата година. Оттогава – 2004 г. – тимът е редовен участник в нея, но без да постига сериозни успехи.

## Успехи
- Шампион на Франция(6) – 1949, 1953, 1955, 1958, 1960, 1962
- Купа на Франция(2) – 1950, 1958
- Купа на Лигата (1) – 1991
- Трофей на шампионите (5) – 1949, 1955, 1958, 1960, 1966
- Носител на Латинската купа(1) – 1953
- Носител на Копа деле Алпи(1) – 1977

## Рекорди
- Най-голяма победа – 8:0 срещу Маринян на 14.ноември 1965 г.
- Най-големи победа като гост – 6:0 срещу Валансиен (1.май 1958) и Бастия (13.декември 1970).
- Най-голяма загуба – 1:9 като гост на Сент Етиен на 9.август 1971 г.
- Най-голяма загуба като домакин – 0:5 срещу Дижон на 11.март 2005 г.
- Мач с най-много голове – Реймс – АС Монако 8:4 на 25.май 1974 г.

## Представяне в Купата на европейските шампиони

### Сезон 1955 – 56
- 1.кръг: Орхус ГФ – Реймс 0:2/ 2:2
- 1/4 финал: Реймс – МТК Будапеща 4:2/ 4:4
- 1/2 финал: Реймс – Хибърниън Единбург 2:0/ 1:0
- Финал: Реал Мадрид – Реймс 4:3

### Сезон 1958 – 59
- Предварителен кръг: Ардс – Реймс 1:4/ 2:6
- 1.кръг: Реймс – ХПС Хелзинки 4:0/ 3:0
- 1/4 финал: Стандард Лиеж – Реймс 2:0/ 0:3
- 1/2 финал: Йънг Бойс Берн – Реймс 1:0/ 0:3
- Финал: Реал Мадрид – Реймс 2:0

### Сезон 1960 – 61
- Предварителен кръг: Реймс – Жонес Еш 6:1/ 5:0
- 1.кръг: Бърнли – Реймс 2:0/ 2:3

### Сезон 1962 – 63
- 1.кръг: Аустрия Виена – Реймс 3:2/ 0:5
- 1/4 финал: Реймс – Фейенорд 0:1/ 1:1